# مسجد شوشتری
مسجد شوشتری مربوط به دوره پهلوی اول است و در شیراز، خیابان قاآنی، خیابان شوشتری واقع شده است. این اثر در تاریخ ۸ مرداد ۱۳۸۱ با شمارهٔ ثبت ۶۰۳۵ به‌عنوان یکی از آثار ملی ایران به ثبت رسیده است.  بنای اولیه این مسجد توسط حاج محمدصادق شوشتری تاجر بنام ساخته شده است و همان طور که در کتیبه ی سر در مسجد قابل مشاهده است این بنا به همراه آب انبار آن وقف گردیده است.